# Flughafen Taba

i7
i11
i13
Der Flughafen Taba ist ein ägyptischer Flughafen nahe der Grenzstadt Taba und liegt ca. 16 km vom Stadtzentrum entfernt, unmittelbar an der israelischen Grenze.

## Geschichte
Von 1972 bis 1982 wurde der Flugplatz als Militärflugplatz Etzion von der israelischen Luftwaffe angelegt und betrieben, da Israel nach den Erfolgen des Sechstagekrieges die Sinai-Halbinsel besetzt hielt. Der israelische Angriff auf den irakischen Kernreaktor Osirak am 7. Juni 1981 im Rahmen der Operation Opera wurde vom Stützpunkt Etzion aus geflogen. Kurz danach wurde er im Rahmen des Camp-David-Abkommens und des Rückzugs Israels von der Sinai-Halbinsel aufgegeben und ein Teil seiner Einheiten auf den neu errichteten Militärflugplatz Ovda verlegt.

## Fluggesellschaften und Ziele
Der Flughafen Taba wird hauptsächlich von Charterfluggesellschaften angeflogen.